# H.245
H.245는 예를 들어 H.323과 H.324 통신 세션 내에 사용되는 컨트롤 채널 프로토콜이다. 전화가 아닌 신호의 선로 전송을 수반한다. 또, H.225.0 호출 신호 처리 메시지 내에 터널링 가능성을 제공한다. 이는 방화벽 경유를 용이하게 만들어준다.
H.245는 암호화, 흐름 제어, 지터 관리 그리고 미디어 스트림 전달에 사용되는 논리 채널들의 개방 및 차단 등 멀티미디어 통신에 필수적인 정보 전달이 가능하다. 또, 분리된 송신 및 수신 기능들을 정의하고 있으며 H.323을 지원하는 기타 장치들에 이러한 상세 정보를 전달하는 수단을 정의하고 있다.